# Thyridosmylus marmoratus
Thyridosmylus marmoratus là một loài côn trùng trong họ Osmylidae thuộc bộ Neuroptera. Loài này được Fraser miêu tả năm 1955.